# Florian Jakowitsch

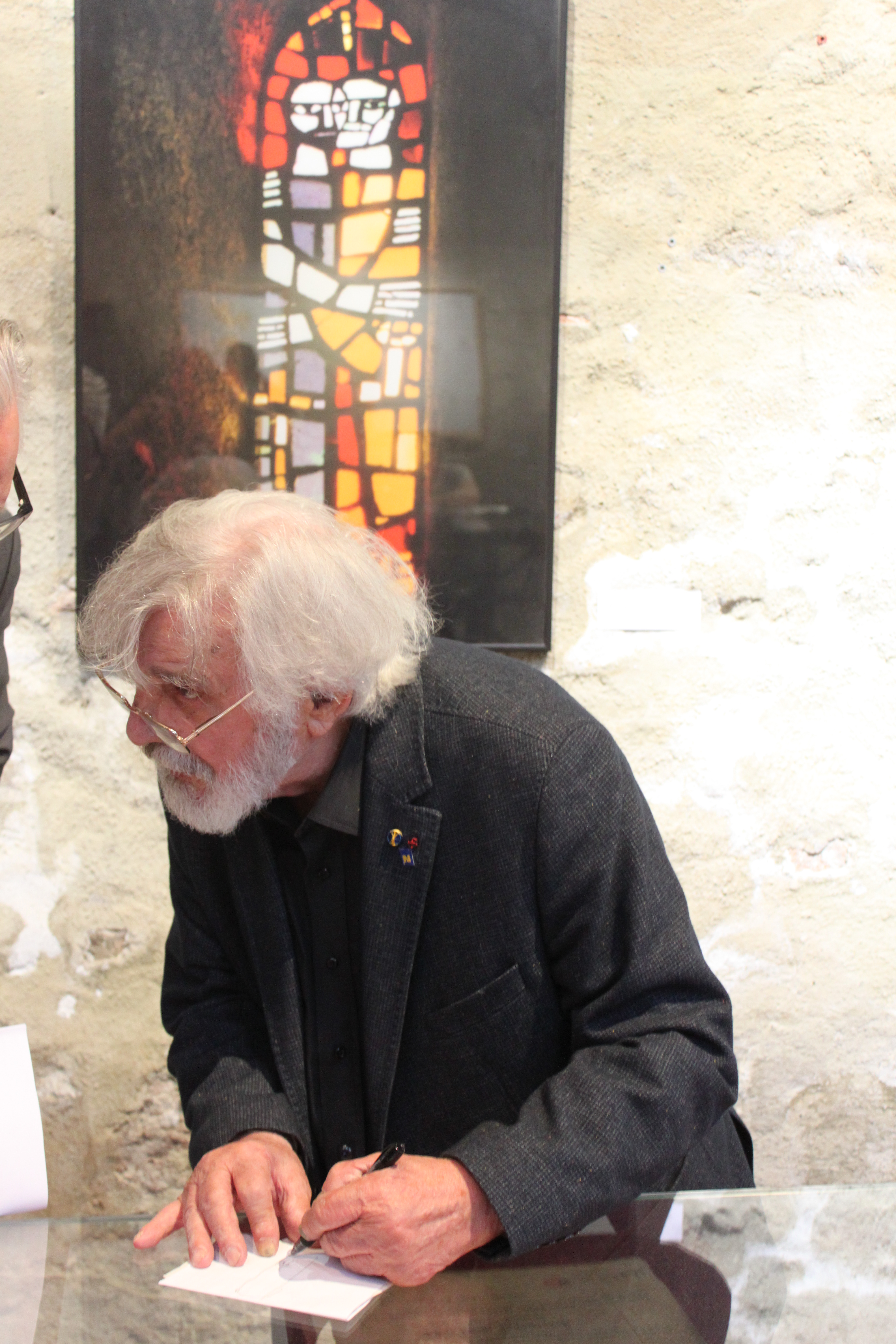
Florian Jakowitsch im Juni 2015

Florian Jakowitsch (* 22. April 1923 in Wiener Neustadt; † 4. Juli 2020) war ein österreichischer Maler, Zeichner und Glaskünstler.

## Leben
Florian Jakowitsch wurde als jüngstes Kind des Werkzeugschlossers Franz Josef Jakowitsch (1883–1953) und der Theresia Jakowitsch (1890–1983), geborene Theiner, geboren und am 28. April 1923 im Stift Neukloster getauft. Er besuchte von 1929 bis 1933 die Volksschule und bis 1938 die Hauptschule. Mit dem Anschluss Österreichs an Hitler-Deutschland nahm er von Juni bis Dezember 1938 an einem Landjahrlager Marienberg in Unkel am Rhein teil, wo er statt eines erhofften Einstiegs in einen Beruf vormilitärischen Drill erfuhr. Mit Jänner 1939 erhielt Jakowitsch eine Lehrstelle zum Metallflugzeugbauer beim Werk II der Wiener Neustädter Flugzeugwerke. Nebenbei besuchte er bei der Volkshochschule Wiener Neustadt einen Bildhauerkurs bei dem Maler Franz Erntl (1902–1990) und dem Maler und Bildhauer Hans Vonmetz (1905–1975). Beide empfahlen ihm die Aufnahme an die Akademie der bildenden Künste Wien, welcher er im Herbst 1940 mit der Thematik Vertreibung aus den Paradies bestand, womit er die Lehre zum Metallflugzeugbauer vorzeitig beendete. Von Oktober bis November 1940 arbeitete er als Volontär beim Bildhauer Josef Panigl am Meidlinger Friedhof in Wien. Jakowitsch studierte dann zwei Semester als außerordentlicher Schüler beim Tier- und Landschaftsmaler Carl Fahringer (1874–1952) und besuchte den Abendakt bei Herbert Boeckl (1894–1966). Jakowitschs skizzenhafter Kinderkopf bei der Schülerausstellung der Akademie wurde vom Maler Karl Sterrer (1885–1972) mit äußerst dekadent beurteilt. Er beendet mit Juni 1941 sein Studium. Sein Lehrer Carl Fahringer musste mit 67 Jahren als Kriegsberichterstatter nach Griechenland einrücken. Im Herbst 1941 wurde Jakowitsch mit seinem Studienkollegen Fritz Riedl (1923–2012) zum Reichsarbeitsdienst nach Rosenheim einberufen und kam später nach Westerwald und dann nach Karlsruhe. Er entwickelte bei der Lektüre von Genie und Irrsinn von Cesare Lombroso eine Schwermut, wurde deshalb untauglich geschrieben und letztlich in Heidelberg in eine geschlossene Anstalt eingewiesen. Im Frühjahr 1942 wurde er in eine Großheilstube nach Stuttgart überstellt, wo er dem Maler Anton Kolig (1886–1950) begegnete und ab Mai 1942 an der Akademie der bildenden Künste Stuttgart bei Kolig studieren durfte. Er besuchte den Aktkurs bei Hans Spiegel (1894–1966) und die Grafikklasse bei Hermann Mayrhofer (1901–1976), welcher ihn mit Lehrinhalten des Kunsttheoretikers Gustaf Britsch (1879–1923) bekannt machte. Er wurde am Wiener Neustädter Friedhof beigesetzt.

## Werke

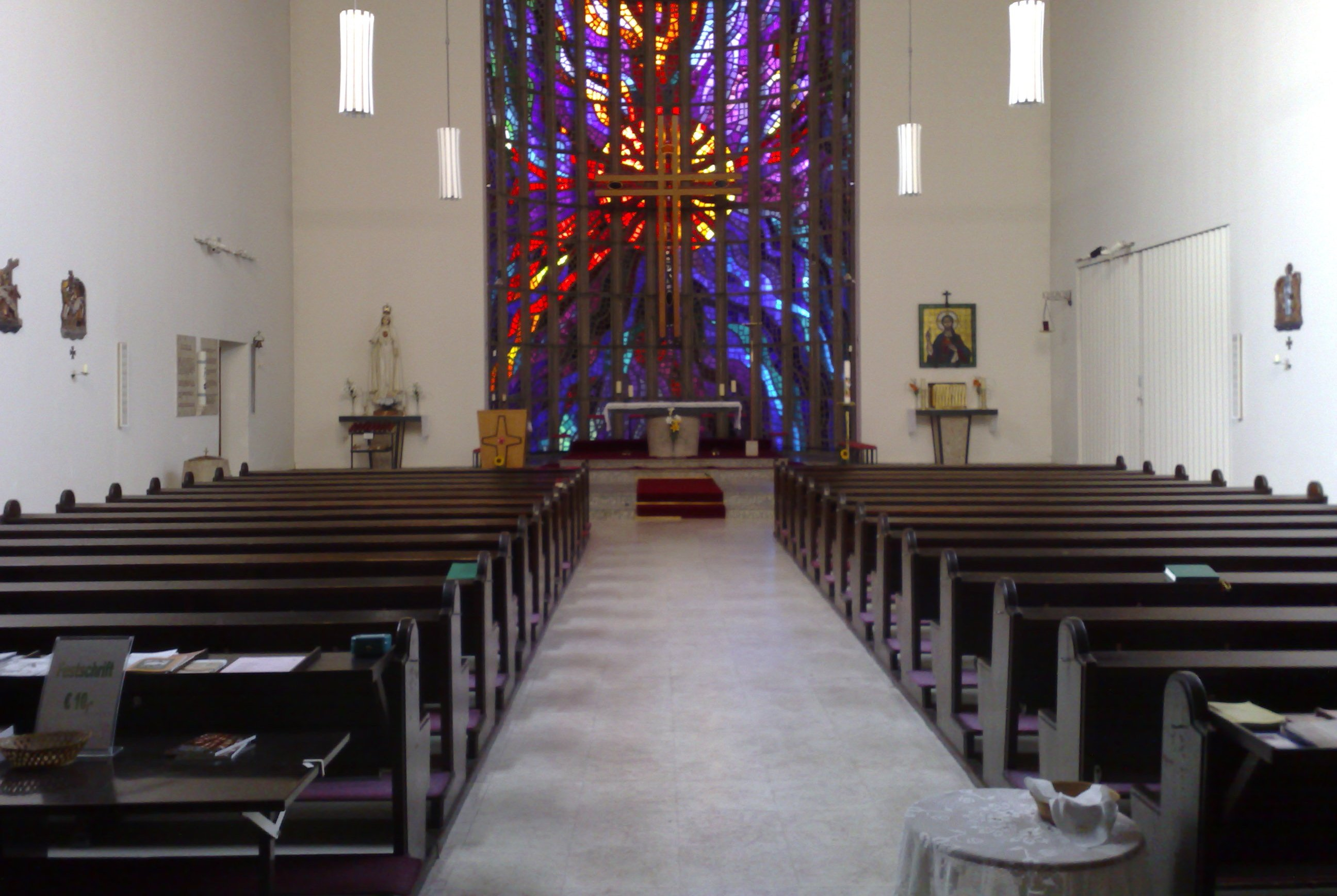
Altar der Pfarrkirche Herz Mariae in Wiener Neustadt mit dem Glasfenster von Florian Jakowitsch

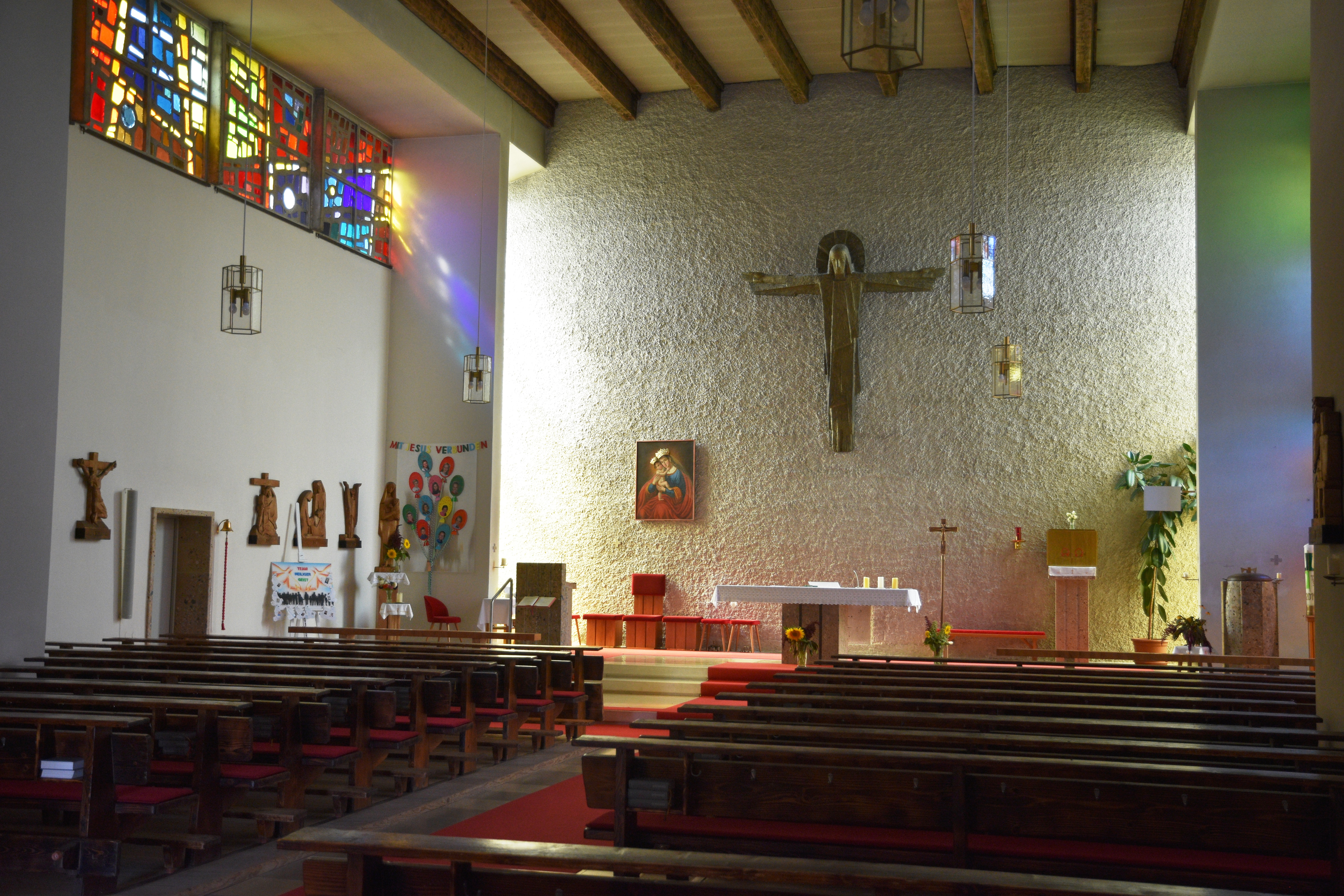
Altar der Pfarrkirche mit dem Glasfenster in der Pfarrkirche Hochwolkersdorf

- 1958 Glasmalerei in der Filialkirche Landegg
- 1960 Altarkreuz, der Kreuzweg und das Portalmosiak der Filialkirche Felixdorf
- 1962 Glasfenster der Aufbahrungshalle im Stadtpfarrfriedhof Baden in Baden bei Wien
- 1961/1963 Glasfenster in der Pfarrkirche Hochwolkersdorf
- 1968 Betonglasfenster der Auferstehungskirche in Nürnberg
- Keramikwand Leben der Nonne und Philosophin Edith Stein im Bundesgymnasium Zehnergasse in Wiener Neustadt
- Altarwand mit großem Betonglasfenster in der Pfarrkirche Herz Mariä in Wiener Neustadt
- Glasfenster der Evangelischen Christuskirche in Völkermarkt in Kärnten

## Ausstellungen
- 16. Juni bis 12. Juli 2015 Fleisch & Transzendenz. in St. Peter an der Sperr in Wiener Neustadt[3]

## Auszeichnungen (Auswahl)
- Goldenes Ehrenzeichen für Verdienste um das Bundesland Niederösterreich[4]
- Kulturpreis des Landes Niederösterreich[4]
- Ehrenzeichen der Stadt Wiener Neustadt[4]

## Publikationen
- Franz Smola (Hrsg.): Leben und Werk. Florian Jakowitsch. Bildband, Landesverlag, St. Pölten 2003, ISBN 3-85214-779-4.
- Franz Smola (Hrsg.): Florian Jakowitsch – Akt. Aktzeichnung, Bildband, Neumann, Wien 2010, ISBN 978-3-902462-04-6.
- Wolfgang Krug (Hrsg.): Florian Jakowitsch, im Gegenlicht. Werke aus den Landessammlungen Niederösterreich. Zur Ausstellung Florian Jakowitsch – Mensch und Landschaft vom 30. November 2013 bis 23. Februar 2014 im Landesmuseum Niederösterreich in St. Pölten, Verlag Bibliothek der Provinz, Weitra 2013, ISBN 978-3-99028-289-2.